# Cuban Overture
De Cuban Overture (Nederlands: Cuba Ouverture) is een werk voor symfonieorkest van de Amerikaanse componist George Gershwin geschreven in 1932. De première vond plaats op 16 augustus 1932 in het Lewisohn Stadium te New York door het Lewisohn-Stadium Orchestra onder leiding van Albert Coates.

## Geschiedenis
In februari 1932 ging Gershwin voor een vakantie van twee weken met enkele vrienden naar Cuba. Toen hij zijn intrek in Hotel Almendares in Havanna had genomen, verschenen er rumba-bandjes onder zijn hotelkamerraam zoals de Palau Brothers en de Castro Brothers om hem een serenade te brengen. Gershwin hoorde tijdens zijn verblijf daar veel authentieke Zuid-Amerikaanse muziek, waaronder Cubaanse dansen als de son, rumba, conga en mambo, ritmes en veel inheems slagwerk zoals de guiro, maraca's, bongo, conga, cowbell en claves. Teruggekomen in New York met een partij slaginstrumenten ging hij direct aan de slag om een impressie te maken van zijn korte verblijf op Cuba. Zijn plannen om naar Europa te gaan gingen sowieso niet door vanwege het overlijden van zijn vader op 14 mei van dat jaar. In plaats daarvan begon hij als een bezetene te werken aan zijn nieuwe 'Cuba'-impressie. Hij schreef het stuk binnen drie weken en kwam er in juli mee gereed. De orkestratie kwam – volgens het manuscript – gereed op 9 augustus op 33 Riverside Drive, New York. De titel van het stuk is, zoals op het manuscript staat: Rumba. De première vond Gershwin niet zo geslaagd omdat het een openluchtconcert was en het geluid van de slaginstrumenten – in dit stuk van wezenlijk belang – geheel verloren ging. Het werd echter door de recensenten heel positief ontvangen. Men vergeleek het met de Boléro van Ravel maar dan rijker aan ritmische vindingrijkheid.
De première was verder een enorm succes. Het stadion was uitverkocht en het programma bestond geheel uit werken van Gershwin. Op 1 november vond de eerste uitvoering van Rumba plaats in een zaal door het Musicians Symphony Orchestra in de Metropolitan Opera. Voor dit concert heeft Gershwin de titel van het stuk veranderd in Cuban Overture. Hij verklaarde: "Als het publiek Rumba leest, verwachten ze zoiets als de 'Pindaman'". De nieuwe titel Cuban Overture is beter. Het geeft een duidelijker beeld van het karakter en de bedoeling van de muziek. Het stuk is geen vast repertoire stuk geworden maar wordt geregeld uitgevoerd. Wereldwijd zijn er 160 verschillende uitvoeringen van uitgebracht op compact disc.

## Structuur
Net als de meeste stukken van Gershwin bestaat ook de Cuban Ouverture uit drie delen (snel-langzaam-snel), waarin de ritmes van de rumba en de habanera de hoofdrol spelen en waarin gebruik wordt gemaakt van typische Cubaanse slaginstrumenten zoals de guiro, claves, bongo en maraca's. Volgens de aanwijzingen van Gershwin op het manuscript moeten de vier slagwerkers op de plek staan waar normaal bij een pianoconcert de vleugel staat. Hij zag het dus meer als een slagwerkconcert. Het gebeurt echter nooit dat de Cubaanse slaginstrumenten vooraan naast de dirigent staan; ze staan gewoon achteraan in het orkest naast hun collega-slagwerkers. Het stuk toont verder Gershwins belangstelling voor polytonaliteit en contrapunt en is daardoor compositorisch gezien veel interessanter dan al zijn voorgaande stukken. Waarschijnlijk komt dat ook door zijn lessen bij Joseph Schillinger, waar hij begin 1932 mee begonnen was. 
Cuban Overture is een complex werk met een onstuimige energie vanwege het vele slagwerk en de ritmische structuren, maar ook een werk waarin technische processen vakkundig tot een eenheid zijn geconstrueerd.

## Instrumentatie
- Piccolo
- 2 fluiten
- 2 hobo's
- Engelse Hoorn
- 2 klarinetten
- Basklarinet
- 2 fagotten
- Contrafagot
- 4 hoorns
- 3 trompetten
- 3 trombones
- Tuba
- Pauken
- Slagwerk
- Strijkers

Slagwerk
- Bongo’s (solo)
- Guiro (solo)
- Claves (solo)
- Maraca's (solo)
- Kleine trom
- Grote trom
- Bekkens
- Klokkenspel
- Xylofoon